# 杉田昭栄
杉田 昭栄（すぎた しょうえい、1952年6月26日 - ）は、日本の解剖学者。宇都宮大学名誉教授。東都大学教授。博士（農学）（1991年・東京大学）、医学博士（1982年・千葉大学）。

## 概要
1999年、実験用に飼育していたニワトリの幼鳥がカラス（ハシブトガラス）に襲われたことなどをきっかけにカラスの研究を始め、「カラス博士」と呼ばれるようになった。
2004年には大倉工業と三井化学との共同で、カラス対策用の黄色いゴミ袋を開発した（詳細はハシブトガラス#人間との関係を参照）。

## 主な著書
- 『獣医組織学』（共著 1999 学窓社）
- 『人体の中の小宇宙 - いのちを見つめる』（2001 大学教育出版）
- 『カラスとかしこく付き合う法』（2002 草思社）
- 『21世紀生命科学・バイオテクノロジー最前線』（共著 2003 東京教育情報センター）
- 『カラス なぜ遊ぶ』（2004 集英社）
- 『カラス - おもしろ生態とかしこい防ぎ方』（2004 農山漁村文化協会）
- 『カラスの自然史 - 系統から遊び行動まで』（共著 2010 北海道大学出版会）
- 『カラス学のすすめ』（2018 緑書房） ISBN 4895313328